# Abdon
Az Abdon héber eredetű bibliai férfinév (עַבְדוֹן Avdón), jelentése: szolga, vagy kis szolga.

## Gyakorisága
Az 1990-es években szórványosan fordult elő. A 2000-es és 2010-es években sem szerepelt a 100 leggyakrabban adott férfinév között.
A teljes népességre vonatkozóan a 2000-es és 2010-es években az Abdon nem szerepelt a 100 leggyakrabban viselt férfinév között.

## Névnapok
ajánlott névnap:
- november 19.[3]

## Híres Abdonok
- Szent Abdon vértanú